# Viaggi straordinari

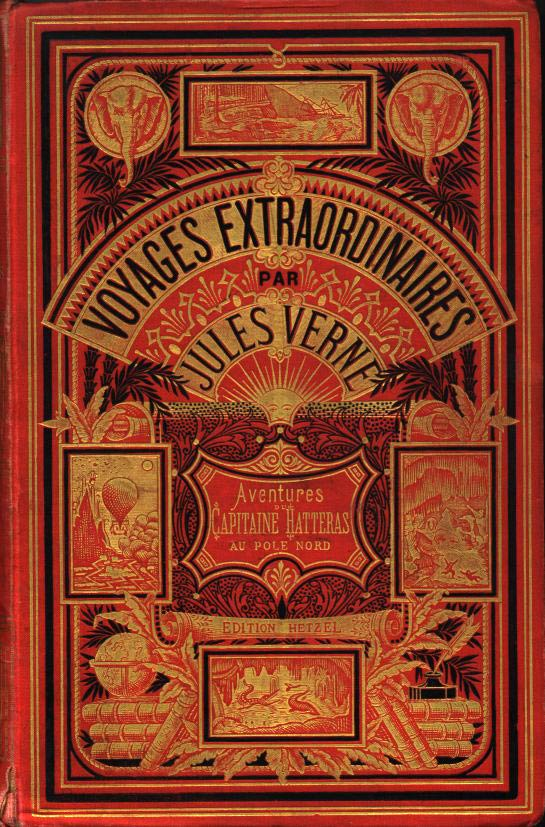
Copertina di Viaggi Straordinari di Jules Verne

I Viaggi straordinari (Voyages extraordinaires) sono una serie inizialmente di 54 romanzi scritti e fatti pubblicare dall'autore francese Jules Verne tra il 1863 e il 1905; a questi sono stati aggiunti altri 8 titoli postumi a cura del figlio Michel Verne tra il 1905 e il 1919 e 18 racconti inseriti nei volumi.
Secondo l'editore di Verne, Pierre-Jules Hetzel, obiettivo precipuo dei Voyages era quello di "descrivere tutte le conoscenze geografiche, geologiche, fisiche ed astronomiche accumulate dalla scienza moderna e raccontate in una forma divertente e pittoresca... una storia dell'universo".
Verne dedica un'attenzione quantomai meticolosa per i dettagli e le curiosità scientifiche, assieme ad un senso costante di meraviglia e spirito d'avventura; lo stimolo all'esplorazione e alla scoperta vengono a costituire la spina dorsale dei Voyages. Parte del motivo di fascino costante che portavano questi romanzi di avventura era che il lettore avrebbe potuto davvero imparare conoscenze di materie quali geologia, biologia, astronomia, paleontologia e oceanografia, oltre a conoscere località esotiche e culture di popoli lontani. Questa grande ricchezza d'informazioni distingue le sue opere come "romanzi enciclopedici".
Il primo dei romanzi di Verne a portare la dicitura "Viaggi straordinari" fu Le avventure del capitano Hatteras, che era il suo terzo libro.
Le opere di questa serie comprendono sia elementi fantastici sia elementi realistici romanzati, con palesi irruzioni di tanto in tanto nella vera e propria fantascienza (com'è ad esempio Dalla Terra alla Luna) e nel romanzo scientifico (come Ventimila leghe sotto i mari) precursore della fantascienza.

## Pubblicazione
Nel sistema sviluppato dall'editore per i Voyages extraordinaires, ognuno dei romanzi di Verne venne pubblicato successivamente in differenti formati; ciò ha portato a più edizioni distinte di ciascun testo:
- una prima pubblicazione a puntate in un periodico, solitamente il bisettimanale Magasin d'Éducation et de récréation, fondato nel 1864 dallo stesso Hetzel. I capitoli venivano illustrati con tavole in bianco e nero da vari artisti dell'epoca.
- una prima edizione del testo completo ma privo di illustrazioni in forma di libro.
- edizioni complete pubblicate in ottavo con copertina dorata a colori. Questa costituiva l'edizione di lusso fatta uscire per le feste di Natale.

## Fascino
Jules Verne rimane a tutt'oggi l'autore di romanzi più tradotto al mondo, solo secondo ad Agatha Christie, e l'autore francese più letto. Anche se spesso scientificamente superati, i suoi Voyages conservano ancora tutto il loro senso di meraviglia che tanto colpiva i lettori dell'epoca.
Verne chiarì comunque che il proprio scopo era più letterario che scientifico, spiegando anche: "Il mio scopo è stato quello di rappresentare non solo la terra, ma l'intero universo... ed ho cercato di realizzare allo stesso tempo un altissimo ideale di bellezza di stile".

## Elenco deiVoyages

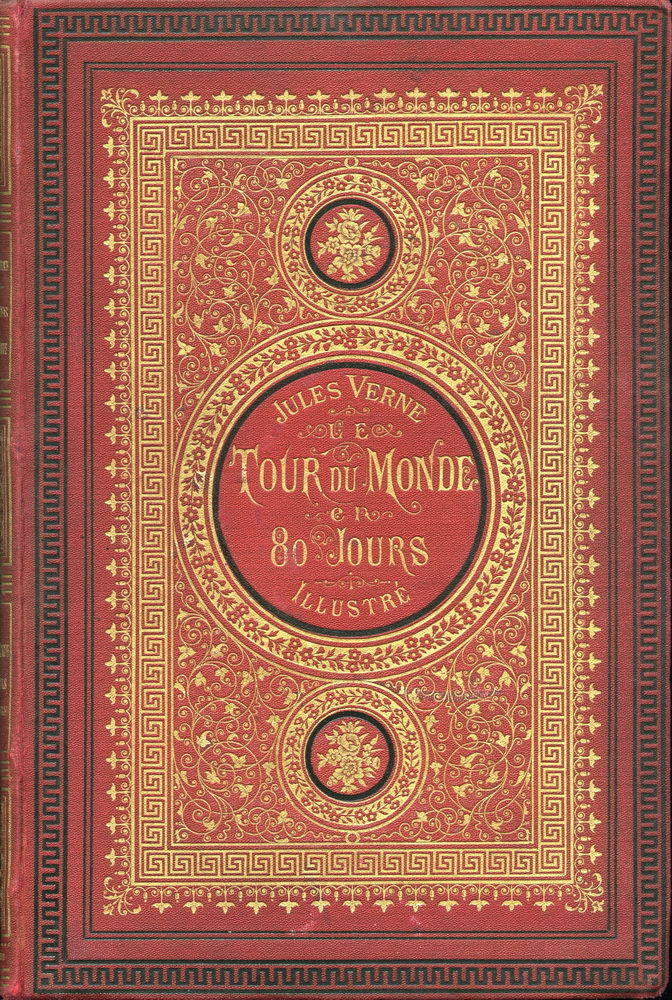
Copertina della prima edizione francese del Giro del mondo in ottanta giorni di Jules Verne's. Pubblicato il 30 gennaio 1873.

Quasi tutti i romanzi della serie (ad eccezione di Cinque settimane in pallone, Viaggio al centro della Terra e Il mondo sottosopra) furono originariamente pubblicati a capitoli in periodici.
1. Cinque settimane in pallone (Cinq semaines en ballon): 1863
2. Le avventure del capitano Hatteras (Voyages et aventures du capitaine Hatteras) pubblicato in due parti, Les Anglais au Pôle Nord (1866) e Le Désert de glace (1866): 1867
3. Viaggio al centro della Terra (Voyage au centre de la Terre): 1864, riveduto nel 1867.
4. Dalla Terra alla Luna (De la Terre à la Lune): 1865
5. I figli del capitano Grant (Les enfants du capitaine Grant): pubblicato in tre parti tra il 1867 e il 1868.
6. Ventimila leghe sotto i mari (Vingt mille lieues sous les mers): pubblicato in due parti tra il 1869 e il 1870
7. Intorno alla Luna (Autour de la Lune): 1870
8. Una città galleggiante (Un ville flottante): 1871 + I violatori del blocco (Les Forceurs de blocus)
9. Avventure di tre russi e tre inglesi nell'Africa australe (Aventures de trois Russes et de trois Anglais dans l'Afrique australe) pubblicato a puntate in Magasin d'Éducation et de Récréation: 1872
10. Il paese delle pellicce (Le pays des fourrures): 1873
11. Il giro del mondo in 80 giorni (Le tour du monde en quatre-vingt jours): 1873
12. L'isola misteriosa (L'île mystérieuse) pubblicato in tre parti:Les naufragés de l'air (1874), L'Abandonné (1875) et Le secret de l'île (1875)
13. I naufraghi del Chancellor (Le Chancellor): 1875 + Martin Paz
14. Michele Strogoff (Michel Strogoff): 1876
15. Le avventure di Ettore Servadac (Hector Servadac, Voyages et Aventures à Travers le Monde Solaire): 1877
16. Le Indie nere (Les Indes noires): 1877
17. Un capitano di quindici anni (Un capitaine de quinze ans): 1878
18. I cinquecento milioni della Bégum (Les 500 millions de la Bégum): 1879
19. Le tribolazioni di un cinese in Cina (Les Tribulations d'un chinois en Chine): 1879
20. La casa a vapore (La Maison à vapeur): 1880
21. La Jangada. Ottocento leghe sul Rio delle Amazzoni (La Jangada. Huit cents lieues sur l'Amazone): 1881
22. La scuola dei Robinson (L'École des Robinsons): 1882
23. Il raggio verde (Le rayon vert): 1882 + Dix heures en chasse
24. Keraban il testardo (Kéraban-le-Têtu): 1883
25. La stella del Sud (L'Étoile du Sud): 1884
26. L'arcipelago in fiamme (Archipel en feu): 1884
27. Mathias Sandorf (Mathias Sandorf): 1885
28. Un biglietto della lotteria (Un billet de loterie) 1886 + Frritt-Flacc (racconto)
29. Robur il conquistatore (Robur le conquérant): 1886
30. Nord contro Sud (Nord contre Sud): 1887
31. La strada per la Francia (Le Chemin de France): 1887 + Gil Braltar
32. Due anni di vacanze (Deux ans de vacances): 1888
33. Famiglia senza nome (Famille sans nom): 1889
34. Il mondo sottosopra (Sans dessus dessous): 1889
35. César Cascabel (César Cascabel): 1890
36. Mistress Branican (Mistress Branican): 1891
37. Il castello dei Carpazi (Le château des Carpathes): 1892
38. Claudius Bombarnac : 1893
39. Avventure di un ragazzo (P'tit bonhomme): 1893
40. Le mirabolanti avventure di mastro Antifer (Mirifiques aventures de maître Antifer): 1894
41. L'isola a elica (L'Île à hélice): 1895
42. Di fronte alla bandiera (Face au drapeau): 1896
43. Clovis Dardentor: 1896
44. La sfinge dei ghiacci (Le Sphinx des glaces): 1897
45. Il superbo Orinoco (Le Superbe Orénoque): 1898
46. Il testamento di uno stravagante (Le Testament d'un excentrique): 1899
47. Seconda patria (Seconde patrie): 1900
48. Il villaggio aereo (Le Village aérien o The Village in the Treetops): 1901
49. Le fantasie di Jean-Marie Cabidoulin (Les histoires de Jean-Marie Cabidoulin): 1901
50. I fratelli Kip (Les Frères Kip): 1902
51. Borse di viaggio ( Bourses de voyage): 1903
52. Un dramma in Livonia (Un drame en Livonie): 1904
53. Padrone del mondo (Maître du monde): 1904
54. L'invasione del mare (L'Invasion de la Mer): 1905

Ampiamente modificati, e in alcuni casi interamente scritti dal figlio Michel, vi sono le seguenti aggiunte postume alla serie:
1. Il faro in capo al mondo (Le Phare du bout du monde): 1905
2. Il vulcano d'oro (Le Volcan d'or): 1906
3. L'agenzia Thompson & C. (L'agence Thompson & Co.): 1907
4. Caccia alla meteora (La Chasse au Météore): 1908
5. Il pilota del Danubio (Le Pilote du Danube conosciuto anche come Le Beau Danube jaune): 1908
6. I naufraghi del Jonathan(Les Naufragés du "Jonathan"): 1909
7. Il segreto di Wilhelm Storitz (Le secret de Wilhelm Storitz ): 1910
8. L'Étonnante aventure de la mission Barsac: 1919